# Kouklia
Kouklia är en ort i Cypern.   Den ligger i distriktet Eparchía Páfou, i den sydvästra delen av landet, 90 km sydväst om huvudstaden Nicosia. Kouklia ligger 125 meter över havet och antalet invånare är 698. Den ligger på ön Cypern.
Terrängen runt Kouklia är kuperad åt nordost, men åt sydväst är den platt. Havet är nära Kouklia åt sydväst. Närmaste större samhälle är Pafos, 17,5 km nordväst om Kouklia. Trakten runt Kouklia består till största delen av jordbruksmark.